# Dulus dominicus
Dulus dominicus là một loài chim trong họ Dulidae.